# Johannes Kulset
Johannes Kulset (Oslo, 14 april 2004) is een Noorse wielrenner die sinds 2024 voor Uno-X Mobility uitkomt.

## Carrière
In 2024 maakte Kulset zijn debuut in de Ronde van Frankrijk en was hij op 20-jarige leeftijd de jongste deelnemer. Zijn beste etappe-uitslag was een negentiende plaats in de zeventiende etappe. In het eindklassement eindigde hij op een 47e plek. In 2025 won hij het jongerenklassement in de AlUla Tour, met een verschil van tien seconden op ploeg- en landgenoot Ådne Holter. In het eindklassement van dezelfde ronde eindigde Kulset op een derde plek, omringd door ploeggenoten Fredrik Dversnes en Holter.

## Familie
Johannes Kulset is de jongste van vier broers die actief zijn of waren als wegwielrenner. Het gaat om Kristian, Sindre en Magnus Kulset. Hun vader is de sponsor van de ploeg Uno-X Mobility.

## Overwinningen
2021
Jongerenklassement Giro della Lunigiana
2025
Jongerenklassement AlUla Tour

### Resultaten in voornaamste wedstrijden
| Jaar | Ronde van Italië | Ronde van Frankrijk | Ronde van Spanje |
| ---- | ---------------- | ------------------- | ---------------- |
| 2024 |                  | 47e                 |                  |
| 2025 |                  |                     |                  |

| Jaar | Luik-Bast.‑Luik | Ronde van Lombardije | Clásica San Sebastián |
| ---- | --------------- | -------------------- | --------------------- |
| 2024 | 62e             | 55e                  | opgave                |
| 2025 |                 |                      | 19e                   |

## Ploegen
- 2023 –  Uno-X Dare Development Team
- 2024 –  Uno-X Mobility
- 2025 –  Uno-X Mobility

Abrahamsen · Andersen · Bendixen · Bévort · Blikra  · Blume Levy · Cort · Dversnes · Eiking (vanaf 8/2) · Fredheim · Gudmestad · Hoelgaard · Holter · Hvideberg · A. Johannessen · T. Johannessen · Kristoff · J. Kulset · M. Kulset · S. Kulset · Larsen · Leknessund · Løland · Resell · Sander Hansen · Skaarseth · Tiller · Urianstad · Wallin · Wærenskjold